# Проєкт правопису 1999 року
Проє́кт право́пису 1999 ро́ку — проєкт реформи українського правопису, розроблений під керівництвом члена-кореспондента НАН України Василя Німчука, що багато в чому спирається на харківський правопис 1928 року.
До нього внесено передусім ті зміни, що враховують столітні традиції української орфографії. Зокрема уточнено вжиток літери ґ в питомих українських і запозичених загальних і власних назвах — прізвищах і географічних назвах, сформульовано нове правило вживання и на початку слова перед приголосними н та р, уведено окреме написання слова пів з іменниками, якщо воно означає «половина», повернено як нормативне закінчення -и в родовому відмінку однини іменників III відміни з основою на групу приголосних -ст- та слів Русь, Білорусь, осінь, сіль, кров, любов, вирівняно парадигму іменників IV відміни з суфіксом -ен-, тобто відновлено закінчення -и, давньогрецький звук [tʰ] в запозиченнях передається уніфіковано через т (катедра, етер, ортопед тощо, за правописом 1993 року — кафедра, ефір, хоча й ортопед) та ін.
Значні зміни внесено до правопису слів чужомовного походження. Більшість спрямовано на спрощення правил і зменшення кількости винятків.
З 2008 до 2020 року український мовознавець, професор Олександр Пономарів вів свій блог на сайті Бі-Бі-Сі [Архівовано 2 лютого 2021 у Wayback Machine.] , послуговуючись проєктом правопису 1999 року.

## Приклад тексту
|  | У радіоетері повідомили про розгляд парламентом соціяльних статей проєкту б'юджету |

## Перелік змін та уточнень у проєкті
Нижче наведено список змін, запропонованих у проєкті правопису 1999 року. Зеленим кольором позначено пункти, підтримані більшістю докторів і кандидатів наук.
| Запропоновано | Причина зміни | Приклади |
| --- | --- | --- |
| Писати послідовно букву ґ у питомих, засвоєних загальних назвах та у власних найменуваннях. | Правило в чинному правописі сформульовано нечітко. Підстава: українські загальні та власні назви пишемо відповідно до їхнього звукового складу в живому мовленні. | Ґава, ґанок, Ґіґа (прізвище), Васко да Ґама, альтер еґо                                                          |
| Писати літеру и на початку українських питомих та засвоєних слів перед приголосними н та р, на початку відповідних вигуків, звуконаслідувань і похідних від них утворень, на початку іншомовних запозичень — загальних і власних, коли в мові-донорі на початку слова наявний звук, близький до українського и: ир (загальна назва пісні в деяких тюркомовних народів), Игиатта (річка в Якутії). | Наявність у живому мовленні слів із початковим и. Під впливом написання на початку слів тільки і руйнується фонологічна система української мови — и не має повноправного статусу фонеми. Класики української літератури до правописної реформи 1927 р. вживали саме и в зазначених випадках.                              | Инший, инакше, икати, ирод.                                                                                      |
| Писати слово пів у значенні «половина» тільки окремо від сусідніх слів. Коли елемент пів має інше значення, писати його разом: пів ночі, але північ, півночі тощо. Разом пів писати і в прикметниках, похідних від сполуки пів із іменником: пів години — півгодинний. | Наявність в українській мові незмінного повнозначного слова пів: пів на п'яту, о пів на другу та ін. | Пів години, пів яблука, пів Києва.                                                                               |
| В іменниках третьої відміни з кінцевою групою приголосних, а також у словах кров, любов, сіль, осінь, Русь, у родовому відмінку однини вживати флексію -и. | Наявність нині флексії -и в говірках, які лягли в основу літературної мови, вживання цього закінчення у зазначених випадках у класиків української літератури до «реформи» 1933 р. | Кров — кро́ви, сіль — со́ли, тінь — ті́ни, Русь — Руси́.                                                             |
| Вживати закінчення -и в родовому відмінку однини іменників четвертої відміни, які при відмінюванні приймають -ен-. | Вживання його в живому мовленні, у творах класиків української літератури до прийняття змін у правописі 1945 р. (1946 р.), цільність парадигми четвертої відміни. | Теля — теляти, ім'я — імени.                                                                                     |
| Відмінювати іноземні запозичення на -о, крім тих, у яких перед -о є інші голосні. | Їхня відмінюваність у живому мовленні, в літературній мові до «реформи» 1933 р., у творах деяких нинішніх письменників. Незмінюваність їх руйнує відмінювання питомих українських іменників на -о (наприклад, неправильне «брати Сірко», а треба «брати́ Сірки»).                                                           | Пальто — пальта, метро — метра́, але радіо — радіо (бо є голосна перед -о)                                        |
| Писати в запозичених загальних назвах тільки г, незалежно від того, h чи g вимовляють у мові-джерелі. В окремих словах, запозичених переважно через російську мову з англійської, відповідно до h передбачено й далі писати х: хобі, хокей, ноу-хау. | Закоренілість такої вимови в мовленні із південно-східного та середньої і східної частин північного наріч завдяки псевдоаналогії: усі слова, що в російській мові вживаються і пишуться з г, по-українськи ніби мають звучати з глотковим г.                                                                               | Гербарій, газета, гол.                                                                                           |
| В антропонімах та похідних від них лексемах вживати г або ґ відповідно до звукового складу (h — g) назв у мовах-донорах. У власних географічних назвах вживати г, незалежно від того, h чи g маємо в мові-джерелі. | Написання власних найменувань як засобів ідентифікації особи мають максимально відбивати їхній фонемний (звуковий) та графічний склад у мові-джерелі. | Ґете, Геґель. |
| Вживати як нормативні паралельні форми у словах грецького походження на місці букви θ (th). | Вживання таких форм у літературній мові до заборони їх у 1933 р. Практика деяких друкованих ЗМІ в Україні. | Ортопед, ортографія, пітон, етер (ефір), Атени (Афіни).                                                          |
| У загальних назвах іншомовного походження подвоєння приголосних звичайно не передаємо. | Так ці слова звучать в усному мовленні. | Тона, нето, бруто, але ванна, вілла, манна, булла та деякі інші (бо є слова віла «русалка в сербів», мана тощо.) |
| Слова з церковно-релігійної сфери (давні запозичення) з «правилом дев'ятки» не пов'язуються. У них між усіма приголосними пишемо и. | Сучасна практика українськомовних Церков, зокрема, УПЦ (КП), УАПЦ, УГКЦ, тисячолітня традиція. У чинному правописному кодексі (1993, с. 101) це правило подано лише в примітці. | Євангелист, єпископ, алилуя, Вифлеєм.                                                                            |
| Поширити «правило дев'ятки» на правопис іншомовних власних назв. | Невиправдане різке протиставлення запозичених загальних і власних найменувань. Вже дозволено писати и в кінцевих -ида, -ика, а також після ж (дж), ч, ш, ц та р (тобто після п'яти букв) у чинному кодексі (1993, с. 101—102) та в багатьох винятках -і після д, т, з, с. Непом'якшені приголосні перед і в мовах-донорах. | Аристотель, Едип, Сизиф, Занзибар, Сиракузи.                                                                     |
| У загальних назвах іншомовного походження перед йотованими після губних писати апостроф. | Живе мовлення українців. Уодноманітнення написань слів іншомовного походження. | Б'юро, б'юджет, п'юпітр, м'юзикл.                                                                                |
| У словах іншомовного походження, де в мові-джерелі звучить j, у позиції перед о писати й. | Жива вимова Йона, Йов і под. Передавання неспотвореного звука мови-джерела, уодноманітнення написання слів грецького походження з початковою «йотою». | Йод, йон, йонійський, йоаніт, Йоан, Йов.                                                                         |
| Писати слово проєкт і похідні від нього з буквою є. | У мові-джерелі — латинській — тут наявний -je-: projectus. Уодноманітнення написання слів із спільним коренем, пор.: об'єкт, суб'єкт. Нормативність форм проєкт до «реформи» 1933 р. | Проєкт правопису.                                                                                                |
| Написання ія всередині слів іншомовного походження на місці іа. | Живе мовлення (пор. валер'янка, матер'ял), тисячолітня писемна традиція, перервана 1933 р. Наявність «опорного» й у багатьох словах: матерія — матеріяльний, геній — геніяльний. | Артеріяльний, геніяльний, соціяльний, матеріял.                                                                  |
| Не писати зайвої букви й у словах, де його немає в мові-джерелі запозичення: гуаява, мая, фоє. | У мовах-джерелах у цих словах подвійний й не вимовляють і не пишуть: іспанські guayaba, maya, французьке foyer. | Фоє, мая. |
| Писати тільки початковий ю в словах, де в мові-джерелі початкова група ju. | Жива мова, тисячолітня традиція, такі написання в текстах україномовних Церков. | Юда (за чинним правописом Іуда).                                                                                 |
| Передавати іншомовний дифтонг au через ав у загальних найменуваннях. Au передавати через ау тільки в словах: аут, джоуль, клоун, ноу-хау, Каунас, Лаура, Фауст, Пауль та деяких інших (за традицією). | Жива українська ортоепія: аўдит, аўдиторія тощо. | Автобіографія, інавгурація, автор, авкціон, авдиторія.                                                           |
| Писати м'який знак після р в іменах по батькові. | Імена Ігор, Лазар, крім називного відмінка однини, виступають як іменники м'якої групи: Ігоря, Ігореві, -ю; Ігорем, Ігорями. | Ігорьович, Лазарьович.                                                                                           |

## Критика проєкту
- Віталій Русанівський. Стосунок «Проєкту» до реального українського правопису // Мовознавство, 2002, № 6. С. 92-98[1]: «Реформатори пропонують уживати як паралельні форми ефір і етер, кафедра і катедра, але нічого не кажуть про те, як бути з методом і бібліотекою, дискотекою і просто текою»; «Якщо у згоді з чинним правописом пишемо півлітра — півлітровий, піввідра — піввідерний, півкілометра — півкілометровий, півлітра — півлітровий (і півлітрівка), то з уведенням нового правила, по-перше, зникає ця гармонія (пів літра, але півлітровий, пів відра, але піввідерний і под.), по-друге, виникає контроверза між іменниками, в яких пів- відіграє роль префіксоїда, і словосполученнями з пів у значенні половина: півсотня — пів сотні, півтонна — пів тонни (тони?). Отже, те, що сьогодні підпадає під правило, стане винятком, і навпаки».
- Мирослав Попович. Наше і не наше // Критика, 2002/11 (61). С. 21-22: «Реформування як спосіб зберегти минуле, викохати історичні традиції — це безглуздя. Минуле можна тільки враховувати — тією чи іншою мірою, по-консервативному чи по-ліберальному. В реформуванні повинні бути ясно виражені цілі й прагнення, що мають реалізуватися в майбутньому. Це й є національний інтерес. Поки він не визначений експліцитно, не може бути й мови про часткові чи кардинальні зміни».